# Rivière Témiscamie Est
Pour les articles homonymes, voir Témiscamie.
La rivière Témiscamie Est est un affluent de la rive est de la rivière Témiscamie, coulant dans la municipalité de Eeyou Istchee Baie-James, dans la région administrative du Nord-du-Québec, au Québec, au Canada.
Ce cours d'eau coule entièrement dans la réserve faunique des Lacs-Albanel-Mistassini-et-Waconichi.
La vallée de la rivière Témiscamie Est est desservie indirectement par la route 167 (sens nord-sud) venant de Chibougamau qui passe à environ 19 km à l'ouest du plan d'eau de tête de la rivière Témiscamie. Cette route parcourt la vallée de la rivière Takwa (située à l'ouest de la rivière Témiscamie) pour remonter vers le nord.
La surface de la rivière Témiscamie Est est habituellement gelée de la fin octobre au début mai, toutefois la circulation sécuritaire sur la glace se fait généralement de la mi-novembre à la fin d'avril.

## Géographie
Les bassins versants voisins de la rivière Témiscamie Est sont :
- côté nord : lac Gaschet, lac Pluto (rivière Saffray), rivière Péribonka, rivière Saffray, lac Jules-Léger, rivière Eastmain ;
- côté est : rivière Péribonka, rivière Péribonka Est, rivière Épervanche, rivière Savane ;
- côté sud : rivière Péribonka, rivière Témiscamie, rivière Épervanche, lac Béthoulat, lac Bussy, lac Coursay, lac Témiscamie, rivière Mistassibi ;
- côté ouest : rivière Kaawiiskwamekwaachiuch, rivière Atihkaameukw, rivière Témiscamie, lac Indicateur, rivière Eastmain, rivière Tichégami[2].

La rivière Témiscamie Est prend sa source d'une zone humide situé dans la réserve faunique des Lacs-Albanel-Mistassini-et-Waconichi, à 5,0 km à l'ouest de la limite de la MRC de Maria-Chapdelaine) (région administrative du Saguenay-Lac-Saint-Jean).
La source de la rivière Témiscamie Est est situé à :
- 16,9 m au sud du lac Pluto (rivière Saffray) qui constitue le lac de tête de la rivière Saffray ;
- 12,2 m à l'ouest du cours de la partie supérieure de la rivière Péribonka ;
- 24,3 m à l'est du cours de la partie supérieure de la rivière Témiscamie ;
- 48,5 km au nord-est de l'embouchure de la rivière Témiscamie Est (confluence avec la rivière Témiscamie) ;
- 125,8 km au nord-est du lac Albanel (anse La Galissonnière) ;
- 167,1 km au nord-est de l'embouchure de la rivière Témiscamie (confluence avec le lac Albanel) ;
- 193,2 km au nord-est de l'embouchure du lac Mistassini (tête de la rivière Rupert) ;
- 251,3 km au nord-est du centre du village de Mistissini (municipalité de village cri)[2].

À partir de sa source, le courant de la rivière Témiscamie Est coule sur environ 70 km généralement vers le sud-ouest, entièrement en zone forestière, selon les segments suivants :
- 11,9 km vers le sud-ouest jusqu'à la rive nord-est d'un lac non identifié (longueur : 1,3 km ; altitude : 684 km), jusqu'à son embouchure ;
- 4,5 km vers le sud-ouest en traversant un lac non identifié (longueur : 6,8 km ; altitude : 602 km), jusqu'à son embouchure ;
- 9,6 km vers le sud-ouest en recueillant les eaux d'une décharge (venant du nord) de lacs non identifiés qui se déverse dans un lac, jusqu'à une autre décharge (venant de l'ouest) de lacs non identifiés ;
- 10,2 km vers le sud-ouest en serpentant jusqu'à la décharge (venant du nord-est) de lacs non identifiés ;
- 12,2 km vers le sud-ouest, jusqu'à la décharge (venant du nord) de lacs non identifiés ;
- 8,3 km vers le sud-ouest, jusqu'à l'embouchure de la rivière[2].

L'embouchure de la rivière Témiscamie Est (confluence avec la rivière Témiscamie) est située à :
- 29,2 km à l'ouest du cours de la rivière Péribonka ;
- 12,3 km à l'est du cours de la rivière Camie ;
- 77,5 km au nord-est du lac Albanel (anse La Galissonnière) ;
- 119 km au nord-est de l'embouchure de la rivière Témiscamie (confluence avec le lac Albanel) ;
- 146,5 km au nord-est de l'embouchure du lac Mistassini (entrée de la baie Radisson et début de la rivière Rupert) ;
- 203,3 km au nord-est du centre du village de Mistissini (municipalité de village cri) ;
- 269,5 km au nord-est du centre-ville de Chibougamau ;
- 481 km au nord-est de la confluence de la rivière Rupert et de la baie de Rupert[2].

La rivière Témiscamie Est se déverse dans un coude de rivière sur la rive est de la rivière Témiscamie ; cette confluence est située au milieu d'un plan d'eau (ressemblant à une croix difforme) formé par l'élargissement des deux rivières et d'une baie en forme de croissant (ouvert vers le sud-est) s'étirant sur 2,1 km vers du nord-est. Cette baie reçoit du côté Nord les eaux d'une décharge de lacs non identifiés. De là, le courant suit le cours de la rivière Témiscamie qui descend sur 158,7 km jusqu'au fond de la baie de la Témiscamie située au milieu de la rive sud-est du lac Albanel ; cette baie est bordée à l'ouest par la presqu'île de Chébamonkoue.
À partir de l'embouchure de la rivière Témiscamie, le courant coule vers le nord en traversant le lac Albanel, puis traverse la passe entre la péninsule Du Dauphin (côté Nord-Est) et la péninsule du Fort-Dorval (côté Sud-Ouest), jusqu'à la rive est du lac Mistassini. De là, le courant traverse vers l'ouest le lac Mistassini sur 47,6 km, jusqu'à son embouchure. Finalement, le courant emprunte le cours de la rivière Rupert (via la baie Radisson), jusqu'à la baie de Rupert.

## Toponymie
Le toponyme « rivière Témiscamie Est » a été officialisé le 27 octobre 1987 à la Banque des noms de lieux de la Commission de toponymie du Québec, soit à la création de cette commission.